# برايان إدي (سياسي)
برايان إدي هو سياسي أسترالي، ولد في 9 مارس 1946. نشط حزبياً في حزب العمال الأسترالي. وقد انتخب عضو الجمعية التشريعية للإقليم الشمالي ‏.